# Mormia kulas
Mormia kulas és una espècie d'insecte dípter pertanyent a la família dels psicòdids.

## Descripció
- Femella: cos de color marró; ulls contigus; front amb dues àrees piloses; cibari amb les vores moderadament fortes, apicalment còncau, faringe molt prima; palps amb els segments 2 i 3 una mica inflats; antenes de 16 artells i de 0,6 mm de llargada; ales esveltes, d'1,4 mm de llargària, 0,5 d'amplada i amb les membranes de color marró (una mica més fosques al llarg de les vores); les venes R5, M4 i la part distal de la R2 estan engrossides.
- El mascle no ha estat encara descrit.[3]

## Distribució geogràfica
Es troba a Àsia: Malàisia.